# アークザラッド
『アークザラッド』（Arc The Lad）は、ジークラフト制作のシミュレーションRPG、およびシリーズ作品名。PlayStation専用ソフトとしてソニー・コンピュータエンタテインメント（SCE）から1995年6月30日に発売された、アークザラッドシリーズの第1作目である。略称はアーク1。2018年時点でシリーズの累計販売本数は370万本を超える。

## 概要
精霊の力を与えられた主人公アークを中心に物語が展開されるファンタジー調の冒険活劇。RPGとはされているが、ジークラフトの別作品であるフロントミッションシリーズと同様のウォー・シミュレーションゲームに近い作りになっている（後述）。スピーディーなストーリー展開、声優によるキャラクターボイス演出、無数のやりこみ要素が特徴。キャッチコピーは「光と音のRPG」。『ポポロクロイス物語』『ワイルドアームズ』とともにSCE三大RPGとして宣伝された。ゲーム内の音楽はT-SQUAREの安藤まさひろと和泉宏隆。メインテーマの演奏はロンドン・フィルハーモニー管弦楽団が担当している。
「プレイステーションにもRPGがなければいけない」ということでSCE初のRPGとして企画された。プレイステーション発売から半年後と発売日が決まっていたが制作が遅れていたため、やむを得ず既に完成している部分のみを抜き出す形で発売された。そのため物語は本作のみでは終わらず、続編『アークザラッドII』に持ち越されることとなる。
ゲームクリア時にセーブしたデータ（キャラクターのレベル、入手したアイテムなど多くの要素）を次回作に引き継ぐことができる（「アークザラッドII#コンバート」も参照）ことが話題となった。『II』の発売前後にはザ・ベスト版が週間売上チャートのトップ10内でロングヒットした。
また、ゲームアーカイブスや携帯アプリ用ゲームとして移植され、本作を題材にした漫画や小説も刊行された。さらに、1999年には『アークザラッドII』を原作としたテレビアニメ化もされている。2018年に発売された『PlayStation Classic』にも収録されている。

## ゲーム内容

### 戦闘システム
マス目状に区画してあるマップ上に配置された味方ユニットを動かし、敵ユニットを攻撃して撃破を目的とするウォー・シミュレーションゲーム的なシステムであり、各ユニットの素早さを元に敵味方入り乱れた行動順で活動する。敵ユニットを全滅させれば勝利、こちらが全滅させられれば敗北であり、特定ユニットの撃破や防衛、指定位置への到達などの特殊な勝敗条件は今作の時点では存在しない。
基本的には通常攻撃は、隣接する上下左右4マス目が対象であり、各ユニットに設定されている必殺技の種類によって攻撃範囲は異なる。戦闘に参加するメンバーは常に現在パーティーにいるキャラクター全員固定である。HPとMPは1戦闘毎に全回復する（遺跡ダンジョンを除く）。
戦闘マップには宝箱が点在している。これらは敵ユニットと同等の扱いであり、通常攻撃や魔法、アイテムを投げるなどでダメージを与えると中身を取得する仕組みとなっている。全て取らずともクリアは可能だが、1度しか行かないマップにある宝箱は取り逃がすと後からの回収は不可。
移動時は一般的なSRPGのようにユニットの行き先を指摘するのではなく、対象ユニットを直接操作して移動場所を決める。障害物や他ユニットは「ジャンプレベル」が上がれば飛び越せるようになる。他にも敵の攻撃に対しての反撃の有無に関わる「反撃レベル」、アイテムを投げる距離に影響する「投げレベル」、投げられたアイテムを受け止める際に影響する「受けレベル」などのレベルが存在する。

### フィールド移動
本作は一般的なRPGのようにマップを探索する要素は少ない。フィールド移動は、国毎に用意された全体図から行き先を選ぶ形式となっている。国の移動は各国にある空港から飛空船「シルバーノア」に搭乗して行う。セーブは国内の行き先選択中に自由に行え、戦闘がある場所に行こうとしてもセーブするか聞かれる。
ほとんどの国には何回でも任意で戦闘が行えるバトルエリアが存在する。特定のマップでは主人公を直接操作して仲間やNPCと会話を行い、この際にはどこかにアイテムが隠されている場合が多い。これ以外に主人公を操作して探索する町などは存在せず、アイテム売買や宿屋の概念も存在しない。
「遺跡ダンジョン」を除いてダンジョンも存在せず、ゲームの展開はイベント→バトル→イベントの流れの連続であり、物語自体も短いため早いテンポでゲームが進行する。

### やりこみ要素
本作は、やり込み要素や隠し要素が多いのが特徴。主にレアアイテムの入手などに関係し、指定された特定の行動をしたり、闘技場やラマダ道場の試練などで最大100回以上の戦闘をこなさねばならないと特定アイテムが入手出来ないなど、達成条件は厳しい。期間限定のイベントも多く、コンプリートを目指すなら事前に情報を把握しておく必要がある。
ラストボスを倒すと、エンディング前にセーブ画面に入る。ここでセーブしたデータはクリアデータとなり、次回作『II』に引き継げるようになる。本作でロードするとラストバトル前から再開となり、引き続きやり込みが可能。

### 遺跡ダンジョン
その名の通り、本作唯一のダンジョン。階層毎に独立した戦闘マップとなっており、地下50階の構造となっている。各フロアにある階段の上でに誰か一人が行動終了するとその階段に応じてフロアを移動する。多くの貴重なアイテムが存在するが、ダンジョン内部での途中セーブが一切出来ず、通常の戦闘と違ってHPとMPの回復も無い。また、入り口以外の脱出口も存在せず、クリアのためには地下50階層のフロアを降りて再び1階に戻る必要がある。一度倒した敵はフロア移動を行うと復活し、下層に行くほど敵は強化されていく。本編中は5階までしか行く必要が無いが、任意で最下層を目指すことができ、最下層には最終ボスを凌ぐ最強のボスが待ち受けている。そのため、本作における最大の難易度を誇る。
なお、続編の『II』でも挑戦可能だが、10階毎に回復や脱出が可能な休憩所が用意されていたり、出現する敵やボスが弱体化していたり、クリア後は地下50階まで一気に行くことが出来るなど難易度が緩和されている。ボスとの会話内容は本作と『II』で全く別のものが用意されている。

## あらすじ
この世界には、かつて邪悪なものに立ち向かい、それを聖柩と精霊の力によって封印した「七勇者」の物語が語り継がれていた。時は流れ、文明は発達したものの驕り高ぶった人の前から精霊は姿を消し、邪悪なるモンスターがそこに付け込む形で世界は破滅へと向かっていた。
精霊の国と呼ばれる島国・スメリアにある辺境の村・トウヴィル。名家の娘であるククルは定められていた王族との結婚を嫌がり、自由と引き換えという形で村長に唆され、聖地・シオン山で三千年も燃え続けているという封印の炎を消してしまう。一方、トウヴィルに母と暮らす少年・アークは10年前に父が失踪したというシオン山に行くことを決意し、父の残した剣と鎧を身に付けて家を飛び出していた。アークは過ちに気付いて再び火を灯しに行こうとしていたククルと出会い、代わりに火を付けてやると言って松明を半ば強引に取り上げて山に入るものの、封印の炎が消えた事で復活したアークデーモンに倒される。しかし山の精霊により力を与えられて立ち上がり、封印の炎を灯す。
この一件でパレンシア城に呼び出されたアークだが、精霊に与えられた力を証明することを大臣のアンデルに求められ、隠れていたパレンシア侯軍の兵士・ポコと協力してモンスターを倒し、「勇者を支える」自身の使命を知って追い掛けて来たククルとも合流する。国王は、20年前に行方不明になった兄（皇太子）が精霊と同じく人類の滅亡を口にしていたと語り、それに抗い得る聖柩の探索をアークらに依頼する。飛空船シルバーノアでミルマーナに移動し、軍を統括するヤグン将軍に力を示したアーク達は皇太子が行方不明になったトヨーケの森に入る。そこで待っていた恵みの精霊により皇太子がアークの父・ヨシュアであること、そして彼が今も人類滅亡を阻止するべく行動していることを知らされ、父に託された「勇者の証」を受け取る。しかし三人がスメリアに戻るとトウヴィルが何者かの襲撃を受け、アークの母を含む村人が連れ去られてしまった。三人はヨシュアの手紙に従ってオルニスの丘を訪れ、封印されていた七勇者の一人・ゴーゲンを解放する。そしてアークは聖柩の封印を解くべく仲間と世界各地を回り、五大精霊の心を開いて信頼を得るという使命を帯びて旅立つことになる。同時に、大臣に盾突いて殺されかけていたチンピラ・トッシュを助け、彼も精霊に導かれし仲間として加わった。
世界に旅立ったアーク一行は、アララトスで商人・チョンガラの協力を得つつ光の精霊と対面し、去り際にチョンガラも仲間に加わる。グレイシーヌではラマダ寺の大僧正に成り代わっていたモンスターを倒し、師範代のイーガを仲間にして地の精霊を救出する。ニーデルでは闘技大会で優勝商品に閉じ込められていた風の精霊を解放し、アリバーシャではサリュ族の悲劇を経て独裁者を倒し、水の精霊を救出した。しかし最後の精霊はスメリアに居るとされ、以前から邪悪な気配のあったパレンシア城地下に潜入すると、精霊が研究所に囚われていた。その炎の精霊を救出し、火の精霊の怒りも鎮めて信頼を勝ち取ったアークだったが、研究所の爆発によってパレンシア城は崩壊。国王もアンデルによって殺され、アーク一行は国王殺害の濡れ衣で指名手配されてしまった。アンデルは世界征服を企む超大国・ロマリアの人間だったのだ。
アークとククルは聖柩の封印を解くべく再びシオン山の封印の炎を消す。同時に復活したアークデーモンを倒し、聖柩が隠されたサルバシオの滝の洞窟に入る。そこで一行は聖柩の試練として襲い掛かってきた自身らの暗分身を倒し、とうとう聖柩に認められる。真なる力に気付いた一行に対し、聖柩はアークに勇者の力を、ククルに聖母の力を与えた。しかしその場所はアンデルに知られており、トウヴィルの人々を人質に取られた一行は捕らわれた上に聖柩も奪われてしまう。その時、突如として地殻変動が発生。トウヴィルの地は隆起して世界から隔離され、ククルのみがそこに残る形でアーク一行と引き離される。ククルは聖母として、そこから勇者アークを支える使命を背負わされていた。ククルがいなくなった一行はシルバーノアに乗り込み、世界の命運を賭けた長く果てしない戦いの旅へと飛び立っていく。その姿を、ククルは高きトウヴィルの地から一人見送るのだった。

## 世界観

### 国家
スメリア
精霊の国とも呼ばれるハルシオン大陸東部に位置する島国。首都はパレンシアの都。精霊山シオンには封印の炎があり、ククルが炎を消したことで物語が始まる。聖柩が眠る国。国王マローヌが統治し、アーク達に五大精霊石を集める使命を与える。魔物の発生する場所が多く、また移動出来るエリアが最も多い。本作の始まりと終わりを担う地。この国に眠る五大精霊は火の精霊。また眷属である炎の精霊も登場し、その存在が『II』の主人公にある影響を与えている。
パレンシアの王城地下にはバイオ研究所と呼ばれる生命力エネルギーの研究施設があり、捕獲した炎の精霊をタンクに閉じ込めてエネルギーに変換する研究を行っている。このエネルギー研究によりスメリアは他国よりも急激に繁栄した経緯がある。
超大国ロマリアから送り込まれたアンデル大臣の手によりスメリア国軍兵士の中にもモンスターが多数紛れ込んでおり、アンデル発案の住民を選別して軍部の許可なしに首都パレンシアの出入りを禁止する「パレンシア改造計画」を強引に推し進めている。なお、モンスター達によると「大王」が最も恐れていた国だが、政治腐敗と王家の凋落が顕著であるためか、「何もしなくても腐っていく」と評している。
物語終盤、アンデルに国王が暗殺され、パレンシア城はバイオ研究所の自爆装置により崩壊。国王崩御により首都で建設中の超高層建造物「パレンシアタワー」に臨時国家安全委員会が設立。委員長に就任したアンデルにより首都パレンシア全域に戒厳令が布告され、同時にスメリア臨時政府により暗殺犯がアークを首謀者とする7名によるものとスメリア全国に放送されてしまう。スメリアの国政はロマリアに乗っ取られてしまい、次回作では事実上ロマリアの植民地の様な状況に陥っている。
ミルマーナ
ハルシオン大陸の南東部にある自然が豊かな国。20年前にスメリアと戦争をしていた過去がある。トヨーケの森には恵みの精霊が存在し、元はミルマーナ王を元首とした平和で静かな君主制国家だったが、数年前に国王夫妻がモンスターに殺害されたため、治安維持の名目でロマリアから派遣されたヤグン将軍が首都に軍本部を設立。モンスター対策として臨時編成された軍を利用してミルマーナ全域に無期限の軍政を敷く形で国を操っている。国外への移動も原則として軍部の許可が必要されている。国民への食料は軍部から購入するしかないが、その価格は決して安くはなく、国民の多くは軍への不満を抱えており、中にはスパイまで存在する。しかし、その反面でヤグン政権下ではミルマーナ各都市でのモンスターの被害が激減しており、将軍への軍人たちの支持は高い。
作中訪れることが可能な国家の中で唯一、五大精霊が存在しない。
ミルマーナ軍が誇る巨大軍用列車は通常の列車をはるかに上回る巨大さで、軍部の威容を示すと同時にミルマーナ各地の国民への食糧輸送の要にもなっている。ただし、ミルマーナ軍で運用されている巨大列車は全て世界一の超大国「ロマリア」からのお下がりである。
ミルマーナの国を荒らすモンスターはスメリアよりも強力であると言われており、軍部でもモンスターとの掃討戦を「戦場」と表現している。
トヨーケの森はミルマーナ軍でも手を焼くほどのモンスターが生息しており、進入には軍部の許可を得た上で、軍の巨大軍用列車に搭乗する必要がある。
続編ではヤグンがロマリア四将軍の一人であることが判明し、本作登場時点でロマリアに乗っ取られている状態であったことが明らかになる。
アララトス
ハルシオン大陸西部に位置する砂漠の国。首都のガザルアには大規模な闇市が存在し、遺跡から盗掘された品々で賑わっており、チョンガラの店もこの闇市に位置する。3000年前の古の時代に起きた大崩壊の後に人々が行き着き、初めて町が出来たという、人類発祥の地で大崩壊以前の物も遺跡の奥深くにはあるという。移動出来る場所は一時的に訪れられる光の洞窟を除けば二つと、非常に少ない。この国に眠る五大精霊は光の精霊。
この国には遺跡ダンジョンと呼ばれる本作屈指の規模と難易度を誇るダンジョンが存在する。
グレイシーヌ
ハルシオン大陸東部にある大国。グレイシーヌ独特の宗教ラマダ教の総本山ラマダ寺がある国であり、森林と山に覆われた鎖国の国。ラマダの僧は拳法に精通しており、『気』と呼ばれる力を使い、離れた相手にも攻撃することができる術を持つため、他国では人間兵器としても恐れられていると言われる。全体的な街づくりは中国に近く、アジアンテイストにあふれている。一時的に訪れられるラマダ山があるほかは二か所と、アララトスに並ぶ少なさ。この国に眠る五大精霊は地の精霊。
ラマダ寺の大僧正を始めとする上層部はロマリアに乗っ取られており、僧兵たちはその事実を知らないまま日々鍛錬に勤しんでいる。
続編ではリューゲン国王を元首とする君主制国家で、ロマリアに次ぐ世界第二位の大国であるとされ、警戒されている。
ニーデル
ロマリア大陸南西部に位置する小国。作中で最も小さい国だが、富豪が集う国であり闘技場がおかれている。闘技場での戦いがこの国で最も人気のある娯楽である。もともとは風の力を駆使し、自在に船を操ったことで大航海時代を制した大国だった。アララトス以上に移動範囲が少なく、移動出来るのは闘技場と空港のみと最少を誇る。この国に眠る五大精霊は風の精霊であり、ロクトール主催の闘技場大会の優勝賞品として「風のオーブ」が有名。
アリバーシャ
アデネシア大陸北東部に位置する砂漠の国。かつては水と緑の豊富な美しい自然を有する国であったが、1000年前、ロマリアから来た人物が「動力石」という機械を動かす石を発見。動力石は現在でも世界各国の機械を動かすための要になっている鉱物であり、大量に採掘して他国に高値で売りつけたことで、大きな富を得ることになり国は大きく栄えた。しかし、自然のバランスを無視した急激な採掘を繰り返した結果、アリバーシャの国土は急速に渇き、現在の砂漠だらけの姿になったといわれている。水の神殿内部は当時と同じ環境を維持しているが、水の精霊によるとかつてはこの国全体が神殿の様だったという。
現在でも国の至る所に動力石の採掘プラントが存在し、資源採掘を続けている。動力石は兵器にも大量に利用されるため、ロマリアからも目を付けられている。
本来は水の精霊の加護を受け、水の神殿を代々守護したサリュ族という民族が本来治めていたが、現在はそのロマリアから来た人物の子孫であるアリバーシャ国王が治めている。しかし、実質的な権力者は国王配下でアリバーシャ軍部を統括しているカサドール将軍が独裁者として君臨している。この国に眠る五大精霊は水の精霊。
ロマリア
西の果てにある世界一の大国。スメリアのアンデル大臣やミルマーナ国軍の将軍ヤグンはこの国から派遣されている。また、ミルマーナ軍が誇る巨大軍用列車は全てロマリアの払下げであることから非常に高い技術力を誇る。
世界支配を進めている国であるとされており、スメリア王マローヌの暗殺やスメリア国、ミルマーナ国を衛星国化する等、世界の裏側で暗躍している。今作では台詞の上で語られるのみであり、直接は登場しない。

## 登場人物

### パーティーキャラ
アーク・エダ・リコルヌ
声 - 結城比呂
誕生日：8月23日 年齢：15歳 身長：170cm 体重：57kg 血液型：A型 出身地：スメリア・トウヴィル
スメリアの辺境・トウヴィルで、母親と二人暮らしをしている少年。10年前に行方不明になった父・ヨシュアを探すため、父が消息を絶ったとされるシオン山に向かう。そこでアークデーモンに重傷を負わされた際に山の精霊より精霊魔法を授けられ、やがて自身の運命を知ったことで聖柩を求める旅に出る。正義感が強く情熱的な性格だが、プライベートでは毒舌が多く、勇者らしからぬ現実的でそっけない返しも多い。
トヨーケの森にて恵みの精霊より勇者の証を授けられ、各国を巡って五大精霊を救出し、聖柩の試練を乗り越えて「勇者の力」を得た。直後にアンデルに聖柩を奪われ、トウヴィルの人々を人質に取られたことで拘束されてしまうが大地の隆起に乗じて脱出。エンディングにて、ロマリアの世界支配と人類滅亡を阻止するべく仲間と共に世界へ旅立つ。
使用武器は父の形見の剣。特殊能力は精霊魔法。攻撃・補助・回復の能力が一通りそろっている。主人公にたがわぬバランスのいい能力の持ち主。
ククル・リル・ワイト
声 - 吉田古奈美
誕生日：6月26日 年齢：17歳 身長：165cm 体重：48kg 血液型：AB型 出身地：スメリア
トウヴィルの名門・ワイト家出身の少女。昔からの習わしに逆らい、自由に生きたいと思っている。しかしそれをアンデルの息が掛かった村長に利用され、村から出られると唆されたことでシオン山の封印の炎を消してしまう。過ちに気付いて再度火を灯しに行こうとした所でアークと出会い、後に「勇者を支える」というワイト家の使命を知ったことでアークに付いて行くことを決める。勝気で活発、男勝りな性格をしているが、いざというときは慎重になり臆病と揶揄されることもある。オドンがククルに化けた時は「なんて可愛いの！」と自惚れると言った一面も。使用武器はなく徒手空拳、中でも蹴りを好んで戦う。
聖柩の試練を乗り越えた後、「聖母の力」を授けられ、ただ1人トウヴィルに残ってアーク達の戦いを支えることを天より告げられる。トウヴィルの地が隆起した際にそのままアーク達と引き離され、飛び立つシルバーノアをククルが見送る場面で物語は一旦の幕となる。
特殊能力は聖なる魔法。回復系統が主流だが、広範囲攻撃や補助魔法も多彩。序盤こそ前衛で戦えるが、中盤からは回復と補助が主体となる。
ポコ・ア・メルヴィル
声 - 坂本千夏
誕生日：2月22日 年齢：15歳 身長：156cm 体重：78kg 血液型：B型 出身地：スメリア・ダウンタウン
パレンシア侯軍の兵士。内気な少年で、争いごとを好まない。幼い頃、太鼓を手にしたことで音楽の楽しみを知り、また、音楽の精霊に愛されてもいる。モンスターの討伐隊に参加した際、他の兵士は全滅。隠れていてただ1人生き残った所をアークと出会う。軍の生活に馴染むことができない日々を送っていたが、アークとの出会いにより変わっていく。基本的に気弱な方だが、怖いもの知らずなことやシニカルな物言いをすることもある。使用武器はシンバル。特殊能力は楽器による演奏。補助能力が豊富でパーティーの強化に欠かせない。
トッシュ・ヴァイア・モンジ
声 - 檜山修之
誕生日：8月12日 年齢：28歳 身長：181cm 体重：66kg 血液型：O型 出身地：スメリア
ダウンタウンにあるモンジ一家の若頭。昔気質な男であり、自分の利益より弱者の救済や義理を優先する。短気なのが玉に瑕。相当な酒豪であり、禁酒を決意した途端に「どうせ無理」だと諦めたり、「もし酒の精霊がいたらきっと何種類も存在する」などと熱く語ってアークにツッコミを入れられるほど。義理の父であるモンジを誰よりも尊敬しており、その剣は彼譲り。アンデルのパレンシア改造計画に反発したために捕らえられ、モンジ一家の無事と引き換えに自ら連行される。しかしその約束は反故にされ、一家は皆殺しに。怒りに任せて脱獄した後にアーク達と出会う。当初は1人で立ち去ったが、モンジの墓前でかたなの精霊の導きを受け、アーク一行に加わる。
使用武器は刀だが、クリティカルヒット時は刀を使わず素手で殴る。特殊能力は剣術。4種類と最も少ないが、いずれも非常に優秀。ステータスも攻撃と素早さの数値が極めて高く、育て上げれば単独でほとんどの敵を撃破できる。また、ストーリー上で登場する前にある条件を満たすことでフリーバトルに乱入してくる。
ゴーゲン
声 - 辻村真人
誕生日：10月23日 年齢：不詳 身長：160cm 体重：47kg 血液型：O型 出身地：不詳
かつて聖柩を運んだと言われる七勇者の一人。聖柩を運ぶ途中、強力な敵が現れたため、敵を道連れに我が身を封印した。ヨシュアの導きでオルニスの丘の訪れたアーク達に封印を解かれ、旅に同行する。その知恵と知識は冒険の道標となり、戦闘以外でも精霊石の声を聞けるなど、多彩な力を持つ。しかし普段は飄々としており、プライベートではいい加減な返答も多く、アークに「物知りじゃない」と思われることも。
使用武器は杖。特殊能力は魔法。高い破壊力を持つ物だけでなく、ヒートウォールなどユニークな技も持っている。
イーガ・ラマダギア
声 - 梁田清之
誕生日：5月11日 年齢：35歳 身長：188cm 体重：80kg 血液型：A型  出身地：グレイシーヌ
グレイシーヌにある武闘派のラマダ寺にて、修行と弟子達の育成に専念する師範代。5歳の時から現在に至るまで、一日も休むことなく武の道に精進し続けて来た。大僧正を心から尊敬しているが故にアーク一行を追い返せと言う命令にも疑いなく従うが、アークとの一対一の決闘に敗れ、大僧正がモンスターに成り代わられていた事実を知らされる。それによって自分の未熟さを知り、アーク達に同行を申し出る。
生真面目で寡黙な人物であるが、やや天然気味なところがあり、一部選択肢では彼だけ肯定と否定のものではなく、「うむ」のみとなることもある。使用武器は徒手空拳で、ククルと違い拳も蹴りも混ぜ込んでいる。特殊能力は気を用いた拳法。広範囲攻撃が可能。高い防御力とHPを誇るが素早さや移動範囲の低い、いわゆるパワータイプの特徴を持つ。
チョブリン・グルタン・ゴー・ガラッハ・ドブラン・ダダ13世（チョンガラ）
声 - 緒方賢一
誕生日：12月3日 年齢：45歳 身長：170cm 体重：88kg 血液型：O型 出身地：ダダ
自称「冒険家」の骨董品商人。かつてはバルバラード東方のダダ国の王族だったが、長い間の盗掘生活で損得勘定にまみれて欲の塊となっていた。今のところ、遺跡ダンジョンの奥深くに眠る宝物を取りに行ける人物の捜索に力を入れている。アーク一行が光の精霊を探していることを知り、道案内と引き換えに遺跡ダンジョンから召喚のつぼを取ってくることを依頼する。実は本編開始前に遺跡ダンジョンでヨシュアに命を救われており、アークのことを頼まれていた。道案内が終わった後は自問自答の末、損得勘定を抜きにしてアーク達を追い掛ける。パーティーにおけるムードメーカーであり、大半のイベントでコミカルな印象が残る人物。一方でその知識や機転が助けになることも多い。
自身は戦闘力は余りないが召喚獣を呼び出せることが強み。使用武器は召喚のつぼ。特殊能力は召喚獣の召喚。種類はゲームの進行によって増える。特殊能力の「調べる」を使うことで敵や味方のパラメーターを知ることが出来る他、図鑑にも情報が登録される。

### 主人公に友好的な人物
チョピン
アーク一行を乗せて世界を翔る大型飛行船「シルバーノア」の乗組員。影の濃いキャラクターではないが、細かいアドバイスを送ってくれるなど面倒見がよい人物。一行中でも冷静に物事を見ている節がある。
スメリアに戻った際、最後かもしれないと悟ったアークに感謝の言葉を述べられるも「自分は国王の命令を果たしただけ」と返した。しかしその後、パレンシア城崩壊の際に独断でシルバーノアを飛ばし、アークたちを助け出した。以降は本来の立場を捨ててアークの仲間となり、次回作でも操舵手として活躍する。
ちょこ
アララトス遺跡の地下50階で出会う赤毛の女の子で、自称「世界一の大魔法使い」。ゲーム中の隠れキャラクターにあたる。可愛らしい外見に反して事実上最強クラスのキャラクターであり、とりわけ入手のための戦闘では桁違いの破壊力を振るう。チョンガラのつぼから召喚できるが、フリーバトルのみ使用可能。その正体は魔王セゼクの娘・アクラが別の記憶を転移されたもの。仲間にしたデータを次回作『アークザラッドII』にコンバートすると、ちょこの生い立ちが明かされる隠しイベントが用意されている。本作だけ、以降の作品と性格や口調、服装が異なる。名前は平仮名表記が正しいが、戦闘後に名乗る時に一度だけ片仮名で「チョコ」と表記される。
ポルタ
アークの母。息子の運命を感じ、鎧と剣を渡して送り出す。序盤は様々なアイテムをくれるが、ストーリーが進むとトウヴィルの民と共にアンデルによって連れ去られる。
ヨシュア
アークの父にして、現国王の兄、スメリア国元第一位王位継承者。精霊の語る世界の危機を知り、それを阻止するために世界へ旅立っていった。アークは母に怪物に殺されたと教えられていた。チョンガラの危機を救ったこともある。トウヴィル村が崩壊して以降、実家に手紙を送るようになる。
マローヌ国王
スメリア国国王。アークにとっては叔父に当たる人物。名君とは言い難いが悪人ではなく、アークやククルの言葉にも真摯に耳を傾ける。世界の危機を避けるためにアークに聖柩の完成の任を与え、シルバーノアを授ける。実は兄への嫉妬から王位継承権を奪ったことがあり、そのことにずっと罪悪感を抱いていた。最期はアンデルに致命傷を負わされ、アークに全てを打ち明けて息を引き取る。この事件がアークの仕業と報道されたことで、次回作ではアーク一味はテロリストとして追われる身となる。
サリュ族の長老
水の神殿を守護するサリュ族をまとめる人物。神殿を守るべく使者を遣わしてアークたちを招こうとしていたが、アークたちが到着する直前にアリバーシャ軍の攻撃によって村ごと破壊され、アークたちに水の精霊を助けることを託して息を引き取る。

### 精霊
火の精霊
5大精霊の1人で、スメリアに住む精霊。人間の欲望に怒りを抱き、当初はアーク一行にもその矛先を向けるが、アークの涙とゴーゲンの説得に心を動かされ、火の石を託す。アークの「バーングラウンド」で姿を見せる。
水の精霊
5大精霊の1人で、アリバーシャにある水の神殿に住んでいる精霊。地下深くで誰にもありがたがられないことを不満に思っている。カサドールの襲撃から神殿を守ったアーク達に水の石を託す。本作のみ、水タバコを吸引している。アーク達にモンスター退治を頼み、達成すると貴重なアイテムをくれる。アークの「トータルヒーリング」で姿を見せる。
風の精霊
5大精霊の1人で、ニーデルの闘技大会で優勝商品となっている「風のオーブ」に封印されている。解放してくれたアーク達に風が吹く理由を説き、風の石を託す。アークの「ゲイルフラッシュ」で姿を見せるが、次回作では「スロウエネミー（スローエネミー）」に変更されている。
地の精霊
5大精霊の1人で、グレイシーヌのラマダ山に住む精霊。ラマダ寺にラマダの技を授けた存在でもある。あらゆるものは全ての生き物が分かち合うものだと説き、地の石を託す。アークの「メテオフォール」で姿を見せる。
光の精霊
5大精霊の1人で、アララトスのアゼンダ高地に住む精霊。精霊の中では人間に最も理解がある。アークに他の精霊を訪ねるように道を示し、光の石と王様の像を渡す。アークの「スロウエネミー」で姿を見せるが、次回作では「ゲイルフラッシュ」に光属性が設定されたため、風の精霊と入れ替わっている。
恵みの精霊
ミルマーナのトヨーケの森に住む精霊。20年前にヨシュアを助け、人の未来を託して最後の希望と試練を与えた。精霊を助ける度に会いに行くと台詞が変化し、全ての話を聞くと最後には貴重なアクセサリーが貰える。但し、助ける精霊には恵みの精霊自身も含まれるため、次の精霊を助ける前にもう一度会っておく必要がある。次回作でも一度だけ姿を見せるが、本作とは容姿が変わっている。
炎の精霊
火の精霊の下位存在。炎の民であるピュルカ族に祀られていたがアンデルの命令で連れ去られ、スメリア城地下のバイオ研究所に捕らわれていた。アークによって解放される。次回作主人公のエルクはこの精霊を守るピュルカ族の生き残りであり、炎の精霊によって真実を知らされる。
山の精霊
シオン山に宿る精霊。容姿は不明。聖柩を守る封印の炎を見守ってきた。アークに自身の運命とヨシュアのことを話し、力を与える。
かたなの精霊
トッシュの刀に宿る精霊。容姿は不明。復讐に取り憑かれていたトッシュにアーク達と共に行くように道を示す。

### 敵対者
アンデル
スメリア国パレンシア城の大臣。しかし、西の果ての超大国ロマリアの世界支配のためにスメリアに送り込まれた人物であり、スメリア軍内部にモンスターを配置し、「パレンシア改造計画」を発案。その後、スメリア国王マローヌを暗殺、その濡れ衣をアーク達に着せた。その後は首都で建設中のパレンシアタワーに設置された国家安全委員会の委員長としてスメリアの実権を握った。アークの宿敵であり、次回作ではロマリア四将軍の一人であることも判明し、アークを苦しめる。
ヤグン将軍
ミルマーナ国軍を統括するロマリアから送られてきた将軍。彼がミルマーナに来てから街がモンスターに襲われることがなくなったことから軍人たちの支持は高い反面で、モンスターと戦うために臨時編成された軍を利用してミルマーナに軍政を敷いていることから国民からは好かれていない。スメリア王国使者として派遣されたアーク達には一貫して非友好的な態度で接する。アークの力を危険と判断した際にはミルマーナ軍に紛れ込んでいる配下のモンスターに命じて、トヨーケの森でアークたちの抹殺を図る。
非常に肥えた男で常に白いサルをそばに置いている。続編でアンデルと同じくロマリア四将軍の一人であることが判明する。
大僧正
グレイシーヌ国のラマダ寺の指導者。アークたちを経典を奪いに来た者達と決めつけてイーガに抹殺を命じる。実は本物の大僧正を既に殺されており、ロマリア配下のモンスターが成り代わっている（表記は「ラマダ大僧正」なので本来の名前は不明）。ラマダ寺の教えを歪め、聖地であるラマダ山を荒らしていた。ククルの力によって正体を暴かれた後、アーク達に倒された。
ロクトール
ニーデル国の伝統的な武闘大会主催者。しかし、毎回武闘大会の後で優勝者を殺害し、賞品である「風のオーブ」を奪い返した後にモンスターを優勝者に化けさせるといった悪事を行っていた。アークたちが大会優勝後に配下のモンスターと共に襲い掛かってくる。また、本人もモンスターであり、レッサーデーモンに変身する。なお、続編でのニーデル首都ミスロの闘技場の景品は彼の隠し財産で賄われている。
カサドール
アリバーシャ国王配下の将軍。アリバーシャ国軍を統括し、同国を独裁者として支配している。水の神殿を守護するサリュ族の村を容赦なく爆撃し、理由を問われても「クズを始末するのに理由はない」と発言するなど血も涙もない非情な人物。大型モンスター「グラ・アピス」を水の神殿で放ってくる。水の神殿最深部では自らファイアゴーレムに変身し、同じくモンスターに変身したアリバーシャ兵と襲い掛かってくる。アーク達に敗れ、死亡したと思われていたが実は偽物であり、2作目にて再び登場する。続編のアリバーシャ国民の反応からかなり嫌われていたことが窺える。
アークデーモン
聖柩の封印により眠っていた魔物。正確には個体名ではなく種族名である。赤い悪魔の姿をとり、世界を闇に染め上げようとしている。アークとククルが出会うきっかけとなった存在であるほか、後半で再度同族と共に復活を果たし、アークらと戦う。レッサーデーモン、グレーターデーモンですら従える最強のモンスター。続編でも本作とは別の個体がストーリー中に登場するが、ザコモンスターとしても登場する（仲間には出来ない）。
主人公たちの暗分身
本作のラストボス。聖柩の前に現れた主人公たちに課せられた「試練」として立ちはだかる。名前はダークアーク、ダークククルなど、七人それぞれに「ダーク」を冠したもの。実は「滅亡から救う力」などは存在せず、これを倒しても世界を救う力は手に入らない。聖柩の試練とはかつて人間たちが持っていた「愛しいつくしむ力」「全てを守る力」を主人公たちに取り戻させるためのものであり、自分自身に打ち勝った仲間との絆こそが何よりもかけがえのない「力」だった。ある条件を満たすと闘技場でも戦える。
鏡
鏡を通してアンデルに指示を出す謎の存在。本作では詳細は最後まで不明だが、続編にて全ての元凶にして黒幕「闇黒の支配者」としての正体を現す。本シリーズを通しての最大の敵。

## 携帯版
携帯版では、魔法演出の変化や攻撃の際にランダムでカットイン画像が表示されたりするなど、大幅に変更されている。S!アプリ版は2004年11月に配信予定だったが、同年12月に延期された。配信延期のお詫びとして、限定壁紙が無料で配信された。iおよびEZは予定通り配信されている。
またS!アプリ版において、ゴーゲンのテレポート使用時にフリーズするという不具合が判明したため、2007年12月11日に修正版が配信された。旧バージョンのアプリをダウンロードしたユーザーは無料でアプリのバージョンアップが可能。

### S!アプリ
『アークザラッドジェネレーション カードゲームコレクション』（アークカード）のレアカードのIDナンバーを入力すると、レアアイテムが入手可能。
J-SH53・V601SH・V601T・V602Tでは、V602SH版および3G版と端末スペックの違いにより、以下のようになっている。
- 動きが遅い。
- 戦闘中のカットイン画像を省略。
- メニューのグラフィックアイコンをテキストに変更。
- 魔法演出を3Dから2Dに変更。

### iアプリ（FOMA）・EZアプリ（BREW）
アークカードのID入力によるレアアイテム入手機能が削除されている。また、機種により攻撃の際に音楽が途切れる。

## シリーズ作品
本作の続編・シリーズ作品として以下のゲームソフトが発売されている。
- アークザラッドII（PS） -　本作の直接の続編にして完結編。
  - アークザラッド・モンスターゲーム with カジノゲーム（PS） - 『II』のアペンドディスク。
- アークザラッドIII（PS） - 『II』の数年後の世界を描く。
- アークザラッド 機神復活（WSC/SC） - 『III』の更に数年後が舞台。
- アークザラッド 精霊の黄昏（PS2） - 旧作から1000年の時を経た時代の物語。
- アークザラッドジェネレーション（PS2・オンライン対応） - 『精霊の黄昏』の数年後が舞台。
- アークザラッド R（iOS/Android、2021年6月30日サービス終了）[4] - 『II』の10年後が舞台だが、ある理由により『III』以降とは異なる歴史を歩んだパラレルワールドとなる。

## 関連作品
漫画
- アーク・ザ・ラッド（全1巻、著：加倉井ミサイル、バーガーSC）

小説
- アークザラッド（著：山田桜丸、集英社スーパーファンタジー文庫）
- 小説アークザラッド ― アークザラッド(1)封印の滝へ（著：飯野文彦、エニックスゲームノベルシリーズ）

CD
- アークザラッド オリジナル・ゲームサウンドトラック（1995年7月1日発売、1999年9月8日再販）

アニメ
- アークザラッドII#テレビアニメを参照。